# Вале-де-Прадуш
Вале-де-Прадуш (порт. Vale de Prados)  —  район (фрегезия) в Португалии,  входит в округ Браганса. Является составной частью муниципалитета  Маседу-де-Кавалейруш. По старому административному делению входил в провинцию Траз-уж-Монтиш и Алту-Дору. Входит в экономико-статистический  субрегион Алту-Траз-уш-Монтеш, который входит в Северный регион. Население составляет 413 человека на 2001 год. Занимает площадь 8,81 км².
Покровителем района считается Иероним Стридонский (порт. São Jerónimo). 